# 1995年正大尼龍罷工事件
正大尼龍罷工事件起於1995年5月9日，到12月22日勞資達成初步協議為止共計228天，創台灣解嚴以來罷工期間最長的紀錄。

## 事件始末
正大尼龍新店廠由於品質極好，業績甚佳，曾有「廠商提現金排隊買貨」的記錄，但長期以來薪資過低，年資20年者薪不過兩萬；罷工前幾年則每況愈下，員工曾表示「公司土地廠房、員工宿舍、球場外租，連洗手間都不敷使用」、「資方少接訂單，迫使拉絲機等單位員工枯領基本工資」，又先後關閉淡水廠、北投廠，工會遂決議要求資方就公司前途做出明確答覆，資方則以開除常務理事黃金明作為回答。
由於資方已有意圖關廠的跡象，而尼龍廠停機一週以後要恢復生產需要甚大成本，所以罷工一段時間以後，罷工性質實際上已變成資遣條件的訴求；資方長期避不出面，勞方堅持到底，造成了台灣解嚴以來空前的罷工天數：1995年5月9日開始，到12月22日勞資達成初步協議為止共計228天，到1996年雙方簽定協議書止共計250天。

## 意義
- 工會在有關廠跡象、未正式宣佈時就採取行動。由於會員凝聚性高，只有極少數人在一開始配合資方維持生產，被會員成功阻擋，幾天內就使得復工完全不可能。
- 罷工就採取八小時上班制（聚於廠內車棚），而非1989年遠東化纖罷工事件的24小時封鎖線，使會員能長期堅持下去，並且兼做副業維持家計。
- 全台灣第一個縣級產業總工會──台北縣產業總工會，其理事長、常務理事長期持續領導、協助整個罷工行動，及各會員工會的支援，發揮了上級工會對基層工會的機能，而舊有的全總－省總－省人纖－縣總等各級工會，實際上對抗爭行動的協助甚少。
- 佔抗爭員工大多數的女工，不但在歷次遊行、抗爭及陳情時無所畏懼，而且長期負責所謂「罷工大鍋飯」，節省工會不少經費支出。

## 文獻
由中興法商、東吳大學、政治大學、台灣大學與世新大學等校學生組成的訪調小組在抗爭後寫成《我們要活下去－關於正大尼龍罷工事件的紀錄與分析》一書，其中有詳細的報導、分析，並包括了與事者的訪談紀錄。
- 正大尼龍罷工事件訪調學生小組著（1999），《我們要活下去－關於正大尼龍罷工事件的紀錄與分析》（台北：勞動人權協會）